# 喀什噶尔村
喀什噶尔-克什塔克，另译喀什噶尔村，是吉尔吉斯斯坦奧什州卡拉苏区下辖的一个村。村民多为18世纪后从新疆迁移而来的维吾尔族。2023年该村常住人口为21,767人。